# Торричеллиевые
Торричеллиевые (лат. Torricelliaceae) — семейство цветковых растений порядка Зонтикоцветные (лат. Apiales). Содержит 3 рода и около 10 видов.

## Ареал
Виды семейства произрастают в западной части Индонезийского архипелага в Юго-Восточной Азии, в восточных Гималаях, западном Китае и на Мадагаскаре.

## Ботаническое описание
Древесные растения: кустарники и небольшие деревья. Листья очерёдные, на ветвях расположены спирально, длинные, с черешками. Листовая пластинка может быть пальчато рассечена. Край листа зубчатый или гладкий. Прилистников нет.
Растения могут быть как двудомными, так и однодомными; цветки могут быть двуполыми и однополыми. Соцветия различны по строению. Цветки обычно мелкие, радиальносимметричные, пятичленные. 5 тычинок расположены простым кругом. 2-4 плодолистика срастаются, образуя синкарпный гинецей и общую нижнюю завязь.
Плод — костянка.

## Таксономическое положение
В системе APG II каждый из трёх родов семейства — Aralidium, Melanophylla и Torricellia — выделялся в самостоятельное семейство, однако, с оговоркой, что «Некоторые семейства являются моногенными и, возможно, могут войти в состав других семейств, если их родственные связи будут в достаточной степени обоснованы». В 2004 году было доказано, что эти роды являются родственниками, и в системе APG III они образуют отдельное семейство Торричеллиевые (лат. Torricelliaceae).

## Роды
- Aralidium Miq.
  - Aralidium pinnatifidum Miq.
- Melanophylla Baker
  - Melanophylla alnifolia Baker (син.: M. capuronii)
  - Melanophylla angustior McPherson & Rabenantoandro
  - Melanophylla aucubifolia Baker (син.: M. humbertiana, M. humblotii)
  - Melanophylla crenata Baker (син.: M. longipetala)
  - Melanophylla madagascariensis Keraudren (син.: M. pachypoda)
  - Melanophylla modestei G.E.Schatz, Lowry & A.-E.Wolf
  - Melanophylla perrieri Keraudren
- Torricellia DC.
  - Torricellia angulata Oliver
  - Torricellia intermedia Harms